# Casa Iranzo
La Casa Iranzo és un edifici racionalista del 1956 encarregat per Antonio Iranzo García a l'arquitecte Josep Maria Sostres i Maluquer i construït a la urbanització Ciutat Diagonal d'Esplugues de Llobregat (Baix Llobregat). Està protegit com a bé cultural d'interès local.

## Descripció
És un habitatge unifamiliar aïllat de planta baixa i pis, amb grans finestrals mirant al sud i completament cec en el seu extrem nord. L'edifici s'articula a l'entorn d'una escala central, el pis superior és ocupat pels dormitoris i l'inferior pel vestíbul, serveis i garatge. En aquesta distribució és on es distingeix la influència de la Bauhaus: correspondència entre funció i espai. La façana està revestida amb plaquetes de gres blanc i els angles amb peces de ceràmica blanca. Hi ha elements metàl·lics (baranes, estructures) pintats de verd fosc. S'ha modificat per incorporar persianes exteriors.